# Il cielo della mezzaluna
Il cielo della mezzaluna è un romanzo dello scrittore italiano Mario Biondi pubblicato nel 1982.

## Trama
Nel 1444 un bambino di dieci anni lascia Venezia in compagnia del padre, un bizzarro filosofo “naturale” esiliato dalla Serenissima per le sue idee ritenute pericolose. La destinazione è l'isola greco-veneziana di Negroponte (Eubea), ma la galea su cui sono imbarcati è assalita e affondata dai pirati saraceni. Mentre il filosofo sembra sparire tra i flutti, il ragazzino è catturato e finirà alla corte di un vizir di Maometto II il Conquistatore, al cui seguito, diciannovenne, parteciperà dalla parte dei turchi alla presa di Costantinopoli (1453).

## Edizioni
- Mario Biondi, Il cielo della mezzaluna, Longanesi, 1982,  pp. 305.

- Mario Biondi, Il cielo della mezzaluna, TEA (editore), 1998,  pp. 305, ISBN 88-7818-310-5.